# Азербејџан на Европском првенству у атлетици у дворани 2015.
Азербејџан је учествовао на 33. Европском првенству у дворани 2015 одржаном у Прагу, Чешка, од 5. до 8. марта. Ово седмо европско првенство у дворани од 2000. године када је Азербејџан први пут учествовао, пропустио је првенство одржано 2005. Репрезентацију Азербејџана представљала су двојица такмичара, који су се такмичили у две дисциплине.
На овом првенству Азербејџан није освојио ниједну медаљу нити је оборен неки рекорд.

## Учесници
Мушкарци:
- Рахиб Мамадов — 60 м препоне
- Назим Бабајев — Троскок

## Резултати

### Мушкарци
| Атлетичар     | Дисциплина   | Лични рекорд | Квалификације | Квалификације | Полуфинале            | Полуфинале            | Финале                | Финале       | Детаљи |
| Атлетичар     | Дисциплина   | Лични рекорд | Резултат      | Место         | Резултат              | Место                 | Резултат              | Место        | Детаљи |
| ------------- | ------------ | ------------ | ------------- | ------------- | --------------------- | --------------------- | --------------------- | ------------ | ------ |
| Рахиб Мамадов | 60 м препоне | 8,02 НР      | 8,05          | 8 у гр. 3     | Није се квалификовала | Није се квалификовала | Није се квалификовала | 25 / 27 (28) |        |
| Назим Бабајев | Троскок      | 16,33        | 15,92         | 17            |                       |                       | Није се квалификовала | 17 / 21      |        |